# 패킷 분석기

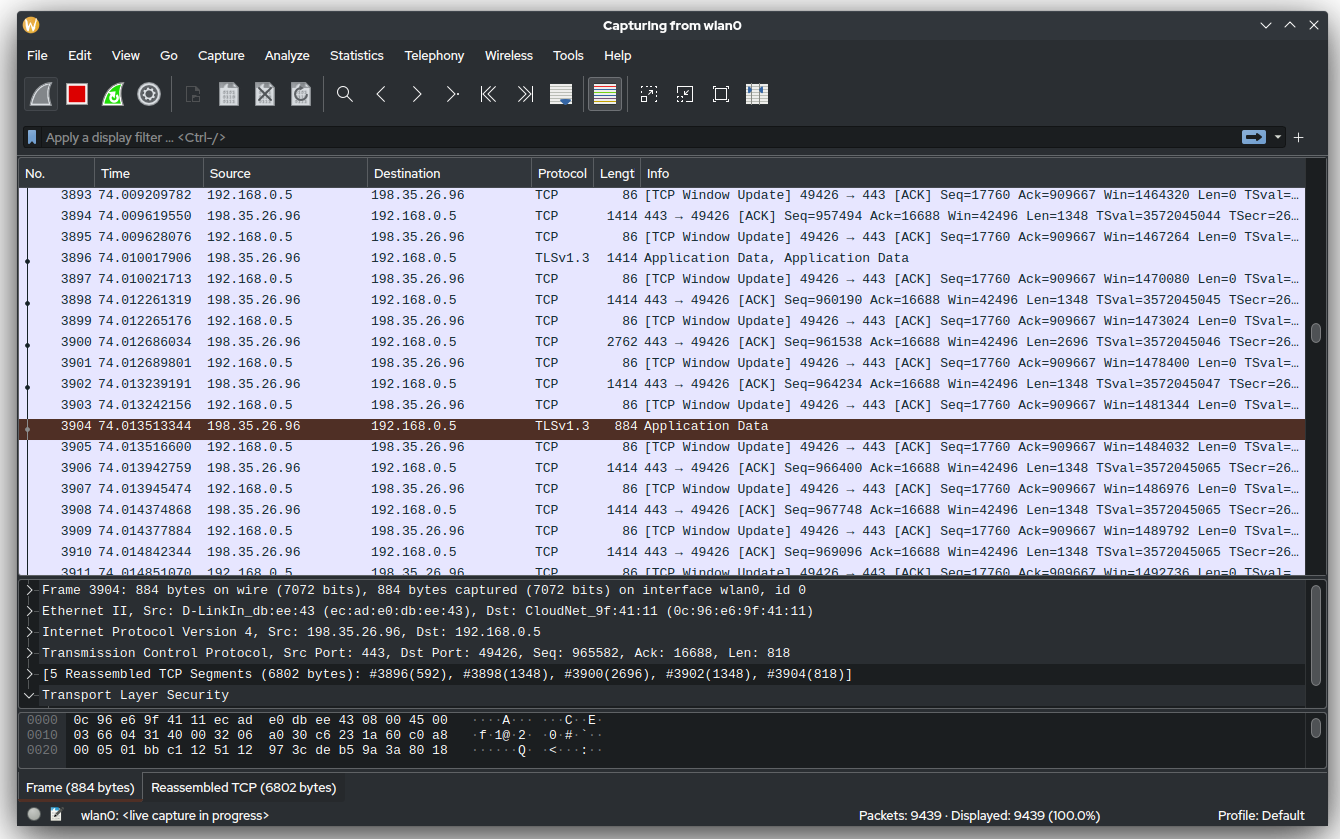

패킷 분석기, 패킷 애널라이저(packet analyzer/network analyzer), 패킷 스니퍼(packet sniffer/network sniffer)는 디지털 네트워크나 네트워크의 일부를 통해 전달되는 트래픽을 가로채거나 기록할 수 있는 컴퓨터 프로그램 또는 컴퓨터 하드웨어를 의미한다.
이러한 도구를 사용하여 네트워크 통신 내용을 몰래 도청하는 행위를 패킷 가로채기 또는 스니핑(sniffing)이라고 한다. 프로토콜 분석기라고도 불리며, 특정한 종류의 네트워크에서는 이더넷 스니퍼(ethernet sniffer) 또는 무선 스니퍼(wireless sniffer)라고 불린다. 데이터 스트림은 네트워크를 통해 흐르며, 스니퍼는 각 패킷을 잡아 내서 디코딩하여, 적절한 RFC나 다른 규격에 따라 내용을 분석한다.

## 유명한 패킷 분석기
- Capsa 네트워크 애널라이저
- Cain and Abel
- Carnivore (FBI)
- dSniff
- ettercap
- Fiddler
- Lanmeter
- 마이크로소프트 네트워크 모니터
- NarusInsight
- ngrep Network Grep
- SkyGrabber
- snoop
- tcpdump
- 와이어샤크 (Ethereal이라고도 한다.)

## 같이 보기
- 침입 탐지 시스템
- pcap
- 신호정보